# Assif El Hammam
 (décembre 2011).
Si vous disposez d'ouvrages ou d'articles de référence ou si vous connaissez des sites web de qualité traitant du thème abordé ici, merci de compléter l'article en donnant les références utiles à sa vérifiabilité et en les liant à la section « Notes et références ».
Assif El Hammam est une localité de la commune d'Adekar dans la wilaya de Bejaia en Algérie.

## Géographie

### Situation
Assif El Hammam est une région rurale au cœur de la Kabylie, située à 60 km à l'ouest de Bejaia et à 75 km à l'est de Tizi Ouzou. Elle est délimitée au nord par Ighil Zekri, à l'ouest par Yakouren, à l'est par Adekar et au sud par Idjeur et Bouzguene.

### Hameaux, lieux-dits et écarts
La localité d'Assif El Hammam comporte dix villages : Aghoulad, Kiria, Ait Yahia, Hengued, Ait Malek, Hriz, Tazrout, Timri Mahmoud, Tighzert et IghilQroun.

### Relief et hydrologie

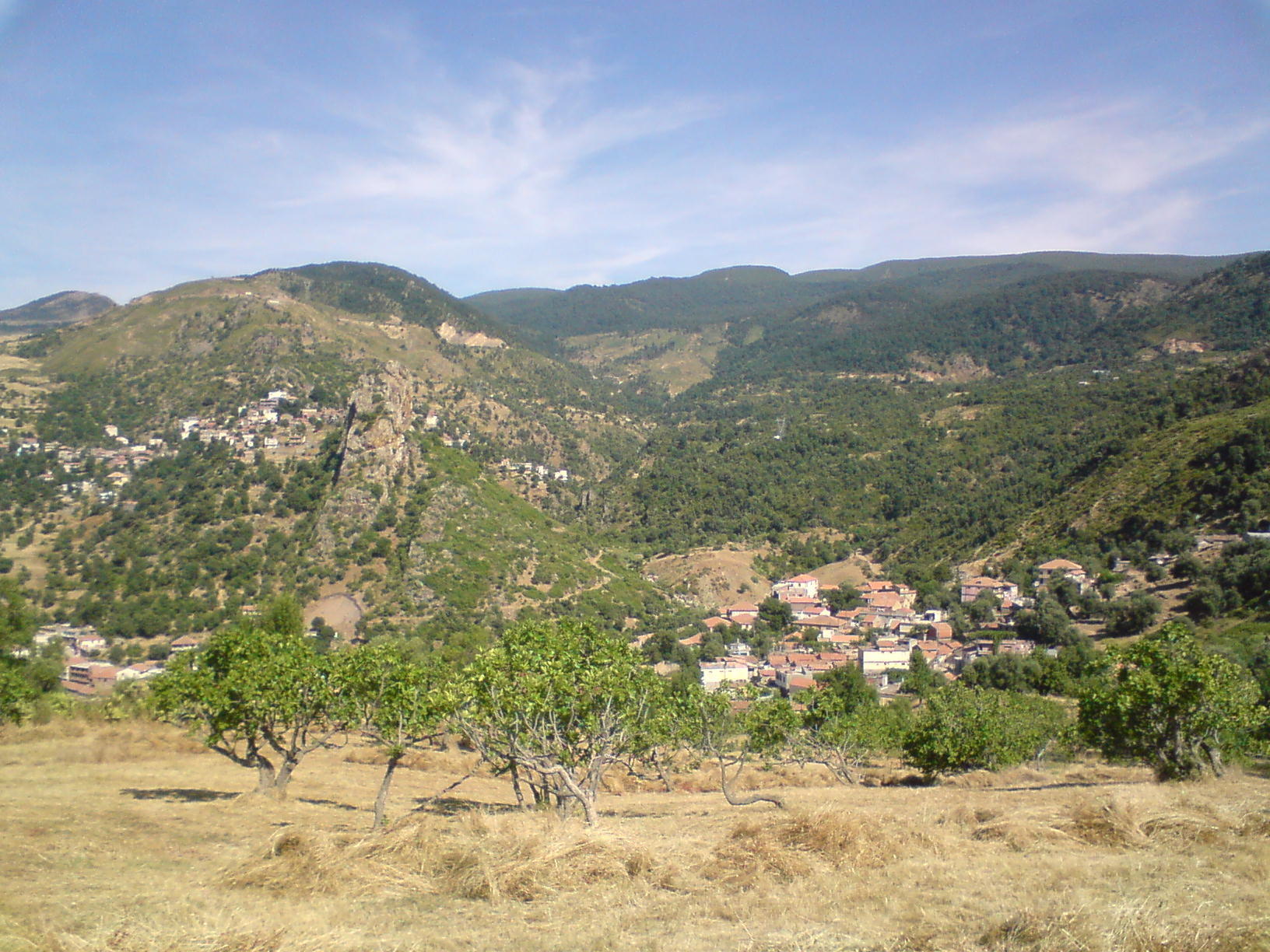
Hauteurs d'Assif El Hammam

Assif El Hammam est une région montagneuse qui fait partie des chaines de l'Atlas tellien.
Deux pics rocheux caractérisent la région : le premier, Azrou n Tgerfa (Roche du corbeau), culminant à 800 m d'altitude, se situe au cœur du village Hengued, l'autre[Lequel ?], de même hauteur, est situé en forêt dite akfadou.
Les différents sommets montagneux de la région ont une altitude variable. Le Thaqabba et le Sfayeh culminent à 1 200 m d'altitude et le Aguelmim Aberkan (Lac Noir) à 1 500 m.
Les villages de la région sont situés à des altitudes variables. Aghoulad, Timri Mahmoud, 42e et IghilQroun à 1 000 m. Tazrout à 900 m. Hengued, Ait Yahia et Ait Malek à 800 m. Kiria à 700 m 700 m. Hriz à 500 m.
La région d'Assif El Hammam est traversée par une rivière d'une longueur d'environ 10 km qui s'est formée par des ruisseaux montagneux et forestiers du massif d'Akfadou.

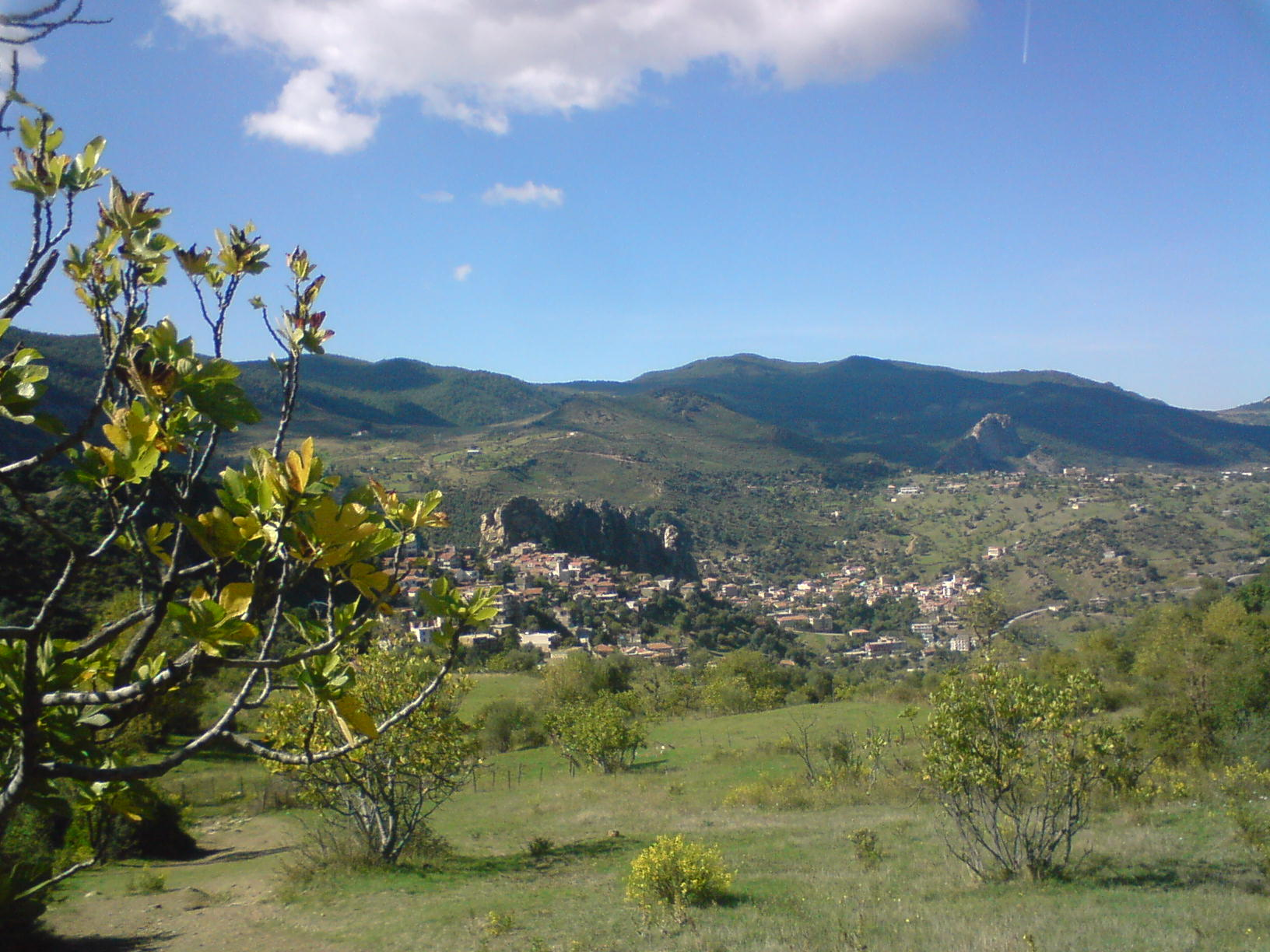
Les plaines
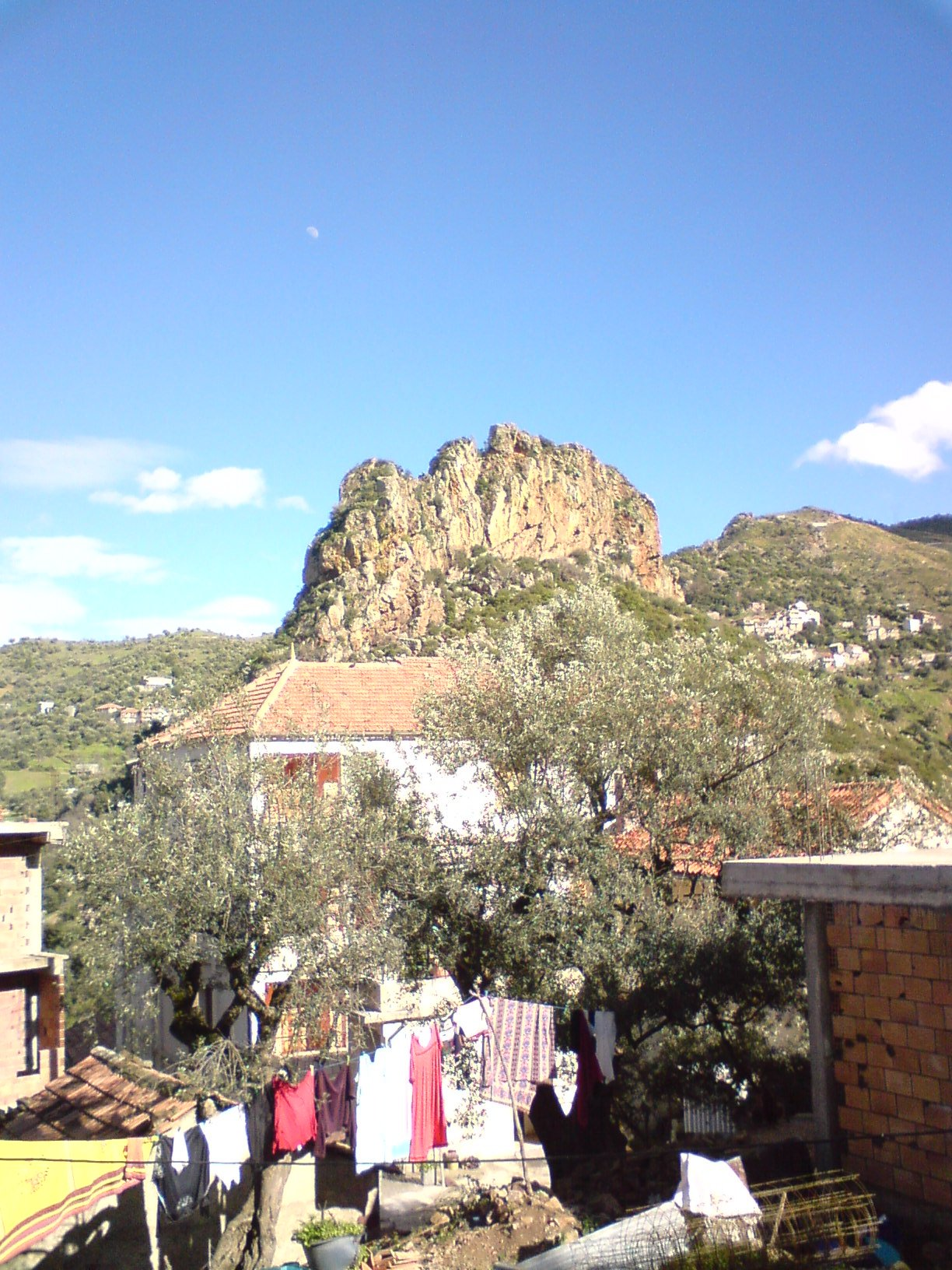
Assifazrou
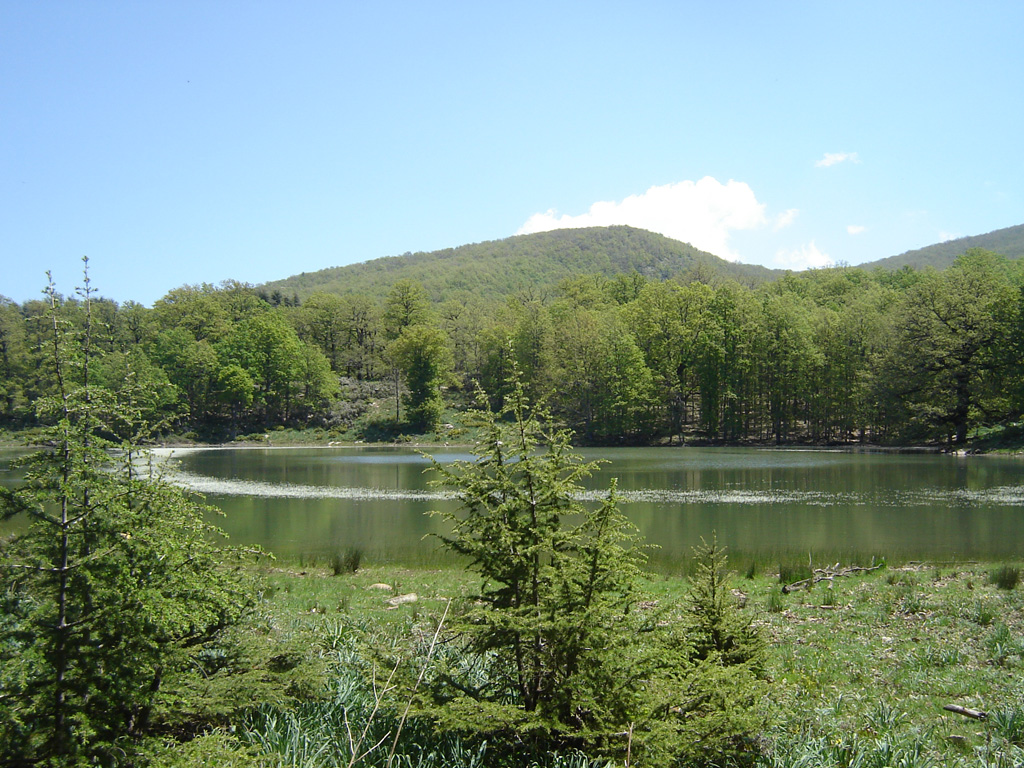
Lac Noir

### Faune et flore

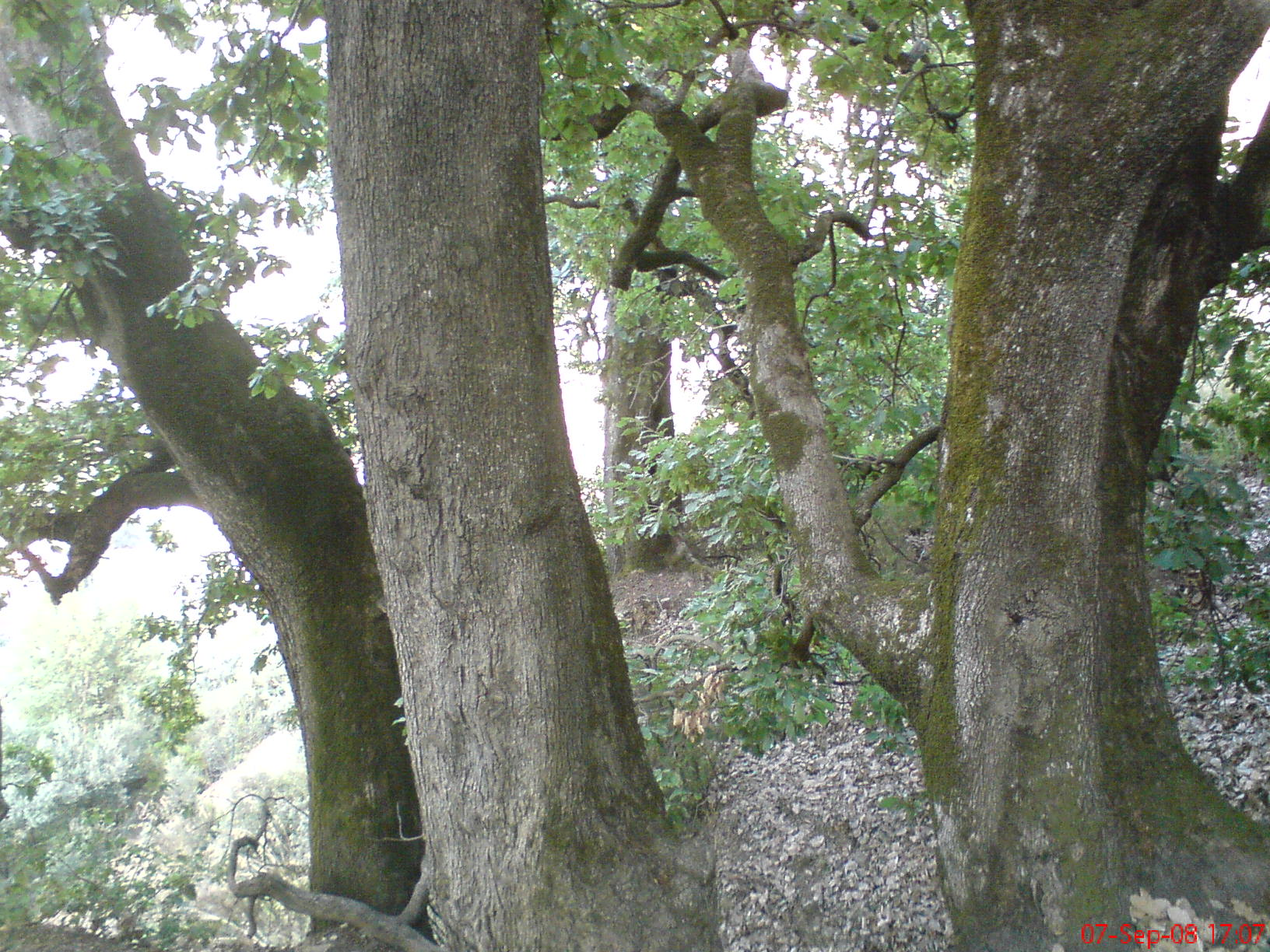
La forêt d'Assif El Hammam

La faune d'Assif El Hammam est composé de singes magot, de chacals, de renards, de sangliers, de hyènes, de lièvres, de cerfs,de porc-épics et hérissons. Elle est composée aussi de nombreuses espèces d'oiseaux tels que les aigles, les cigognes, les faucons, les oiseaux migrateurs[Lesquels ?] et les corbeaux.
La région fait partie de la forêt dense de Yakouren-Akfadou qui est composé de chênes zéens et de chênes-lièges.
La flore est diversifiée, toutes les espèces d'arbres méditerranéens y sont présentes. Les plantes sont très diverses et parmi elles des plantes médicinales. Les oliviers, les figuiers et les figues de barbarie sont présentes dans les terres de moins de 1 000 m d'altitude.

### Climat

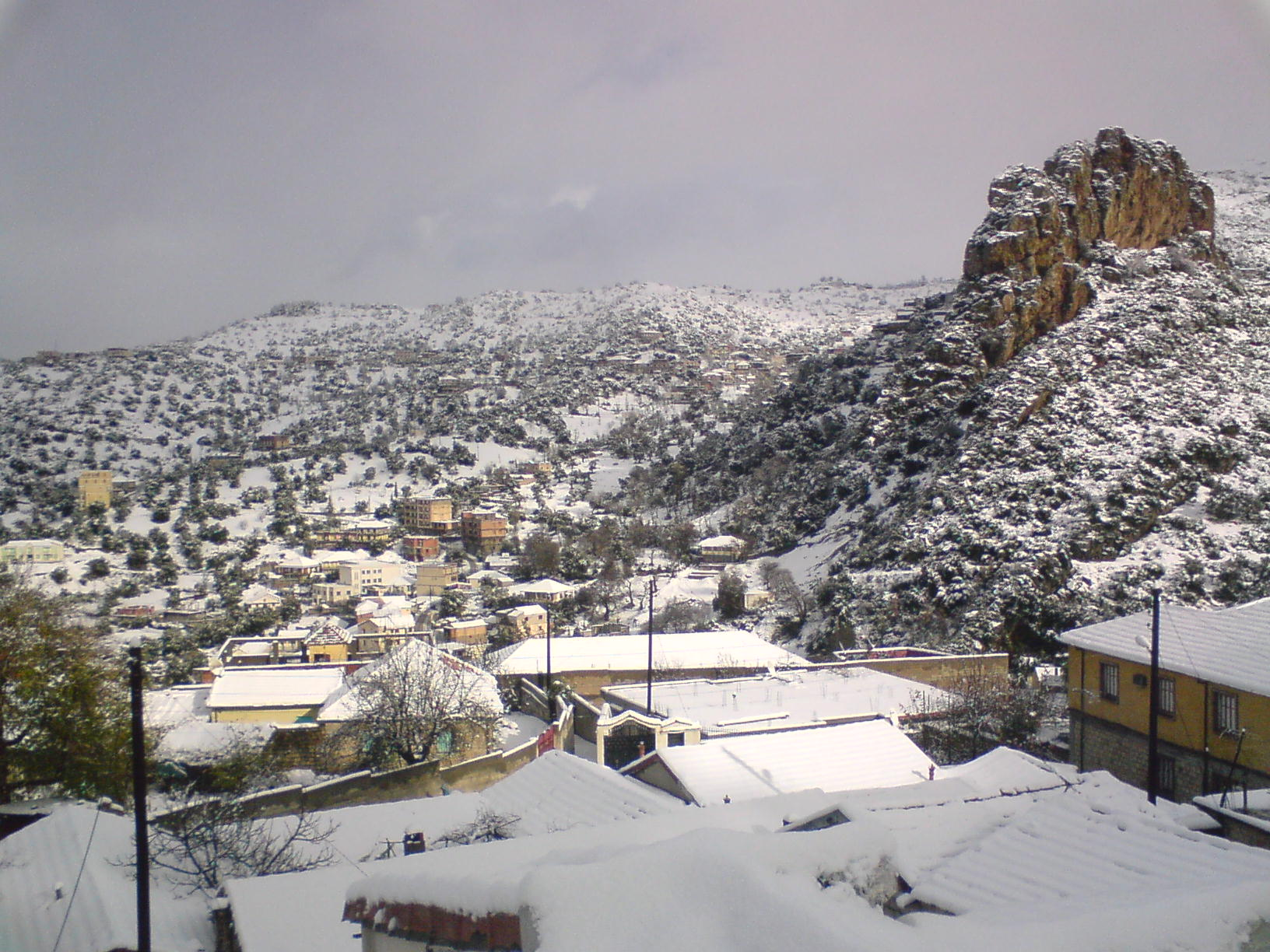
Assif El Hammam sous la neige

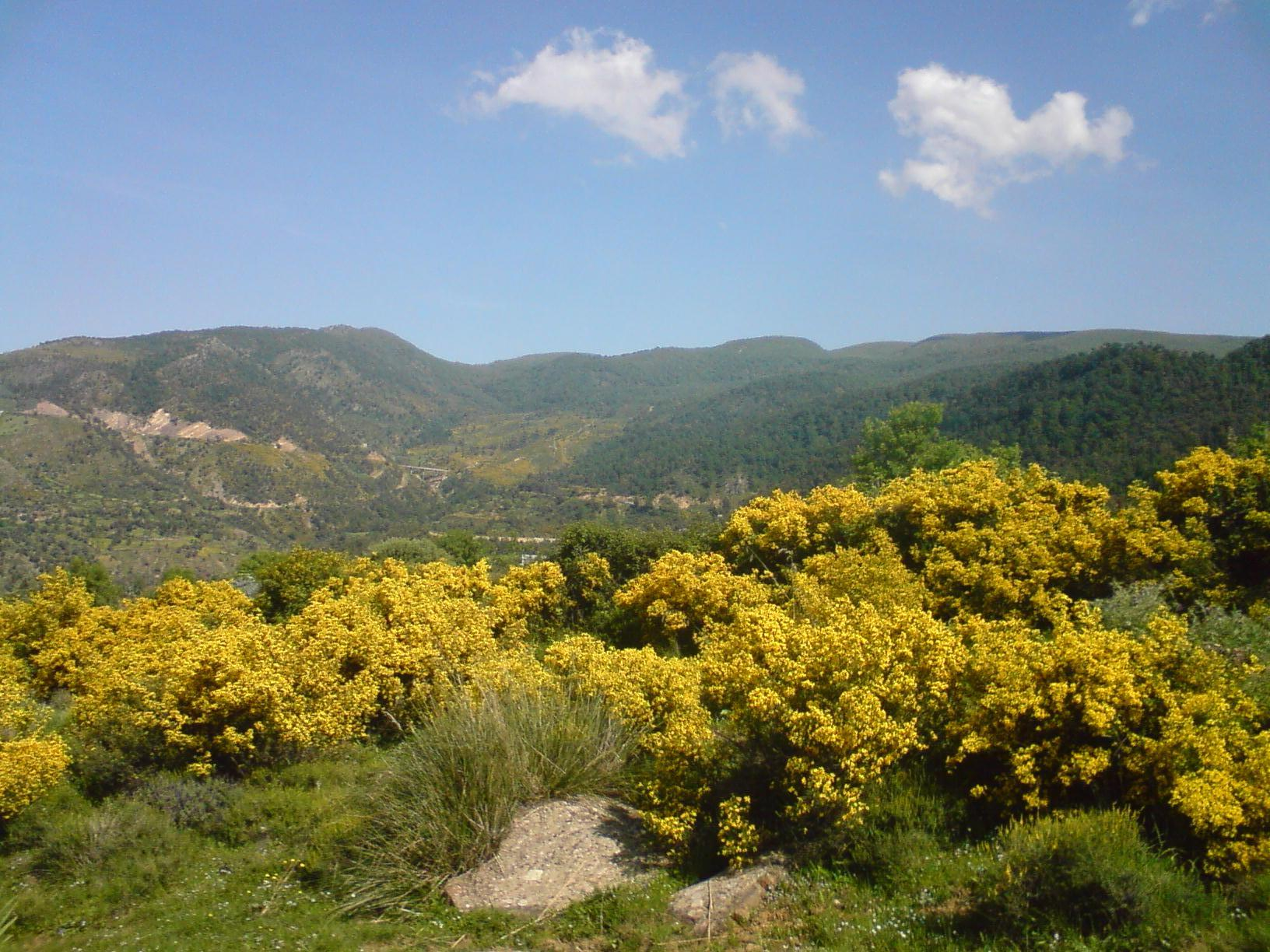
Paysage d'Assif El Hammam au printemps

Située à 30 km vol d'oiseau au sud de la mer Méditerranée, la région bénéfice de ses aspects naturels méditerranéens[précision nécessaire].
Le climat méditerranéen de la région est caractérisé par un hiver froid (-5° à +10°), pluvieux et neigeux en altitude. Un printemps doux (15° à 22°) suivi d'un été sec et chaud (25° à 35°) puis un automne (15° à 25°) venteux et humide marque la transition vers l'hiver. Les montagnes et la forêt invitent toujours la fraicheur. Les précipitations sont estimées à 1 800 mm.

### Transports
La région d'Assif El Hammam est traversée d'ouest en est par la route RN 12 qui relie Tizi Ouzou à Béjaïa. Une route communale se raccorde à deux reprises (à l'est et à l'ouest) à cette dernière.

## Démographie
La population d'Assif El Hammam est estimée à 10 000 habitants[réf. nécessaire].

## Population
La population d'Assif El Hammam est berbère. Ses habitants sont appelés les Assif El Hammamis.
La principale langue est le kabyle et le français.

## Économie

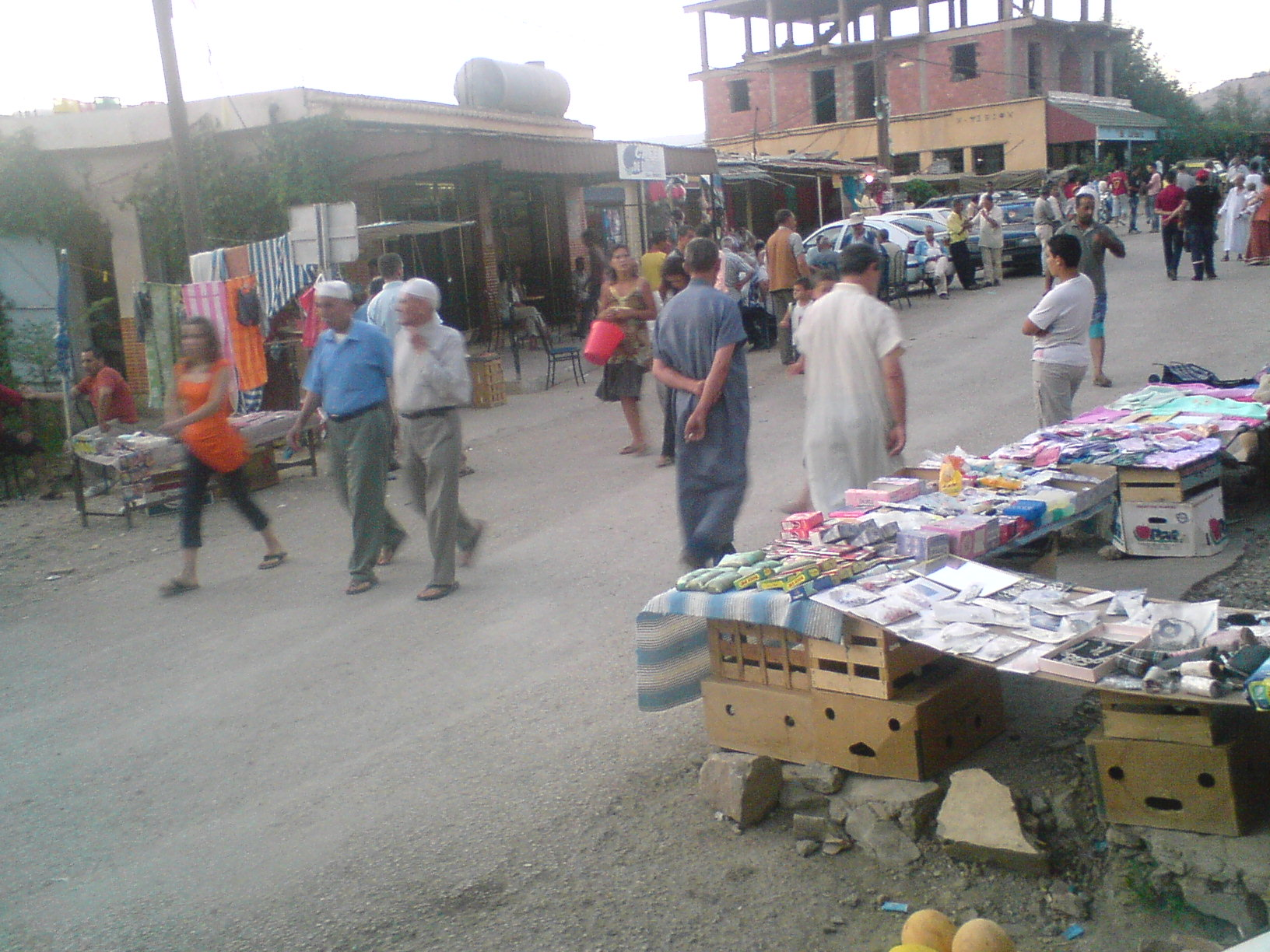
Une rue commerçante d'Assif El Hammam

### Agriculture et élevage
L'élevage est une activité très répandue ; les bovins, des moutons, des poulets, … sont les principaux élevages.
L’agriculture est pratiquée dans la région, elle varie entre les arbres fruitiers, les légumes et les céréales. L’huile représente l’importante récolte de la région.

### Commerces
L'activité commerciale est diversifiée : supérettes, boutiques, boucheries, les fruits et légumes et activités hôtelières. Un souk traditionnel a lieu chaque vendredi, et la vente des bijoux en argent.

### Les sources thermales et tourisme
Les sources thermales sont l'atout touristique principal de la région, ces sources sont de l'eau chaude naturelle d'une température d'environ 50 °C. Des études[Lesquelles ?] anciennes et récentes, des témoignages et des expériences montrent que ces eaux ont une valeur médicinale très importantes, elles peuvent guérir certaines maladie des os et de la peau.
La première source forme trois Hammams (thermes) payant (15 DZA) (deux pour les hommes et un pour les femmes) et elle se situe à Assif El Hammam Centre. Une deuxième source sert à alimenter le Haut Hammam et est destinée alternativement aux hommes (l'après-midi et le soir) et aux femmes (le matin). Une dernière source très chaude est apparue à cause d'un glissement de terrain en 2003. Elle se trouve à proximité de la deuxième source. Ces deux dernières sources se trouvent au village de Kiria (Taddart).
Les touristes viennent de tout l’Algérie et particulièrement de la Kabylie, toute l'année.

## Éducation

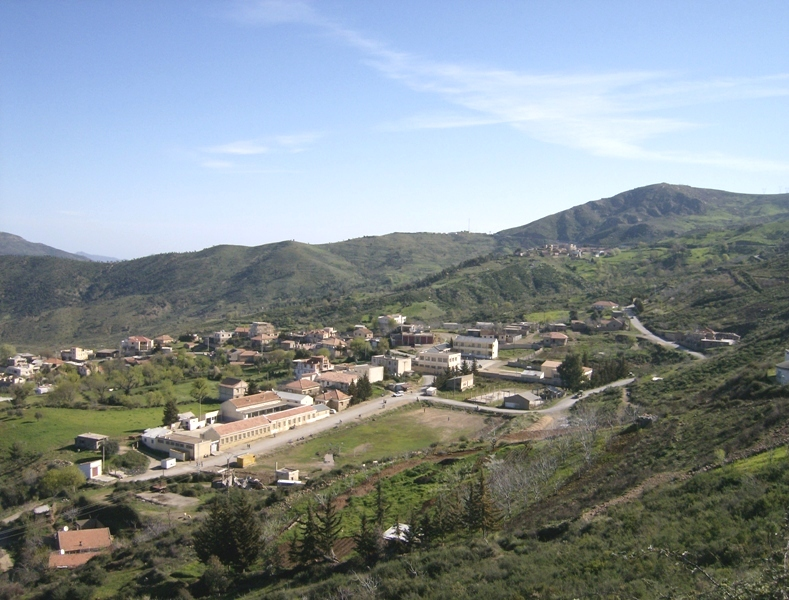
CEM Tazrout

Chaque village de la commune a une école primaire. Un CEM  se trouve à Tazrout, et un autre à Assif El Hammam centre et un lycée à Adekar.

## Musique, cinéma et divertissement
La production musicale essentiellement en kabyle est représentée par des artistes locaux: Younes (deux albums) ; Meziane Chaalal (un album) et Achour Amazith (un album);
La production cinématographique est lancée par Achour Amazith (chanteur, scénariste et acteur), avec son film social Igheblan n Twachoult (Problèmes de la famille) sorti en 2008. Le film algérien Tabib El Qaria (le médecin du village) a été tourné à Assif El Hammam (Kiria et Ait Yahia) et a impliqué de nombreux habitants de la région dans les scènes.
Des activités sportives et culturelles sont organisés chaque année; tournois de football, compétition des arts martiaux, célébration des jours fériés, … sont les évènements qui égayent la vie culturelle de la région toute l'année. Les hammams sont aussi l'une des attractions les plus prisées pour ses vertus thérapeutiques et de villégiature qui attirent des visiteurs de toute l'Algérie.